# Sameodes abstrusalis
Sameodes abstrusalis là một loài bướm đêm trong họ Crambidae.